# Guilherme Lazaroni
Pour les articles homonymes, voir Lazaroni et Guilherme.
Guilherme Henrique dos Reis Lazaroni dit Guilherme Lazaroni, né le 18 novembre 1992 à Rio Claro, est un footballeur brésilien qui évolue au poste de milieu offensif.

## Statistiques
| Saison                | Club                  | Championnat           | Championnat | Championnat | Coupe(s) nationale(s) | Coupe(s) nationale(s) | Compétition(s) continentale(s) | Compétition(s) continentale(s) | Compétition(s) continentale(s) | Total | Total |
| Saison                | Club                  | Division              | M.          | B.          | M.                    | B.                    | Comp.                          | M.                             | B.                             | M.    | B.    |
| 2012                  | São Paulo FC          | Brasileirão           | 10          | 0           | 0                     | 0                     | CS                             | 2                              | 0                              | 12    | 0     |
| Sous-total            | Sous-total            | Sous-total            | 10          | 0           | 0                     | 0                     | -                              | 2                              | 0                              | 12    | 0     |
| Total sur la carrière | Total sur la carrière | Total sur la carrière | 10          | 0           | 0                     | 0                     | -                              | 2                              | 0                              | 12    | 0     |